# Театр на Васильевском
«Госуда́рственный драмати́ческий теа́тр на Васи́льевском» — государственный драматический театр Ленинградской области Российской Федерации, расположенный на Васильевском острове в городе Санкт-Петербурге. Основан 1 сентября 1989 года Владимиром Словохотовым, который в настоящее время является художественным руководителем и директором театра.
Полное наименование учреждения — «Ленинградское областное государственное бюджетное учреждение культуры „Драматический театр на Васильевском“» (сокращённое — «ЛО ГБУК „Драматический театр на Васильевском“»).
Подчиняется Комитету по культуре Ленинградской области.

## История
Театр основан в начале 1989 года как рок-театр-студия «Секрет» во главе с главным администратором одноименного питерского «бит-квартета» Владимиром Словохотовым.
Вскоре после создания театральная студия во главе с Владимиром Словохотовым отделилась от группы «Секрет» и с 1 сентября 1989 года получила название «Ленинградский экспериментальный театр сатиры».
В 1992 году театр получил поддержку правительства Ленинградской области и статус государственного. Тогда же в качестве постоянного помещения театр получил здание клуба табачной фабрики имени Урицкого по адресу Средний проспект Васильевского острова, дом 48. С этого времени театр носил название Государственный театр сатиры на Васильевском. 
В репертуаре преобладают комедия и фарс, но вместе с тем присутствуют и другие жанры. Спектакль Резо Габриадзе «Песня о Волге» удостоен высших театральных премий России «Триумф» и «Золотая маска». Спектакль Владимира Туманова «Таня-Таня» по пьесе Оли Мухиной удостоен высшей премии Санкт-Петербурга «Золотой софит». В качестве постановщиков с театром сотрудничали Роман Виктюк, Резо Габриадзе.
В разные годы на сцене театра выступали народный артист России Александр Хочинский, народная артистка СССР Валентина Ковель, народная артистка России Антонина Шуранова, Владимир Особик, Виктор Шубин, Павлина Конопчук, Александр Левит, Евгений Леонов-Гладышев. Среди актёров театра — Юрий Ицков, Надежда Живодерова, Михаил Николаев, Илья Носков, Елена Мартыненко, Наталья Лыжина, Светлана Щедрина, Екатерина Зорина, Мария Фефилова, Екатерина Рябова, Илона Бродская, Давид Бродский, Наталья Кутасова, Татьяна Калашникова, Арсений Мыцык, Михаил Долгинин, Татьяна Мишина, Алексей Манцыгин, Владимир Постников, Татьяна Башлакова, Елена Рахленко, Татьяна Малягина, Сергей Лысов, Артем Цыпин, Тадас Шимилев, Мария Щекатурова, Игорь Бессчастнов, Анна Захарова, Асия Ишкинина, Владислав Лобанов, Александр Удальцов, Евгения Рябова и другие.
С 2011 года по 2020 год главным режиссёром являлся Владимир Туманов (1953—2020). С 1 марта 2022 года главным режиссёром назначен Руслан Нанава. Театр носит официальное название Ленинградское областное государственное бюджетное учреждение культуры (ЛО ГБУК) «Драматический театр на Васильевском». В настоящее время театр много гастролирует.

## Сотрудничество
- Театр шефствует над Детским центром эстетического развития и актёрского мастерства имени А. Ю. Хочинского.
- В 2001—2006 годах театр являлся организатором фестиваля «Театральный остров», в рамках которого проводился детский фестиваль «Театральный островок».

## Постановки
Репертуар театра:
- «Наедине со всеми» (1989) — по пьесе А. Гельмана.
- «Лесная сказка» (12 декабря 1989 — 9 января 1995) — по пьесе И. Голубицкого, реж. Александр Куницын.
- «Пришёл мужчина к женщине» (6 февраля 1990 — 28 июля 1990) — по пьесе С. Злотникова, реж. Владимир Голуб.
- «Три поросёнка» (18 февраля 1990) — автор пьесы и реж. Борис Войцеховский.
- «Чёрный Ангел» (22 апреля 1990 — 14 июля 1990) — по пьесе Ю. Яковлева, реж. Евгений Макаров.
- «Смерть безбилетника» (23 апреля 1990 — 30 сентября 1991) — по пьесе А. Гуницкого, реж. Михаил Михайленко и Олег Огий.
- «Через год в тот же день» (9 февраля 1991 — 1 октября 1991) — по пьесе Б. Слейда, реж. Лариса Артёмова.
- «Московские кухни» (13 февраля 1991 — 2 октября 1991) — по пьесе Ю. Кима, реж. Виктор Шубин.
- «Невский фарс» (13 апреля 1991 — 4 мая 1991) — по пьесе Л. Палея, реж. Василий Круглов.
- «Чёртова невеста» (12 июня 1991) — пьеса и постановка Владимира Глазкова.
- «Последняя попытка» (22 февраля 1992 — 9 декабря 1993) — по пьесе М. Задорнова, реж. Владимир Глазков.
- «Игра в любовь приводит к смерти (Санин)» (28 апреля (1992 — 26 февраля 1999) — пьеса А. Вольнова по мотивам романа М. Арцыбашева «Санин», реж. Феликс Григорьян.
- «Женитьба» (28 мая 1993—2002) — по пьесе Н. Гоголя, реж. Анатолий Морозов.
- «Хелло, мистер Такер!..» (4 июня 1993 — 11 апреля 1996) — по пьесе Н. Саймона, реж. Анатолий Морозов.
- «Наш Декамерон» (11 ноября 1993 — 28 апреля 1996) — по пьесе Э.Радзинского, реж. Анатолий Морозов.
- «Преследование и убийство Жана-Поля Марата» (10 февраля 1994 — 15 февраля 1995) — пьеса П. Вайса, реж. Ольга Глубокова.
- «Прощальная гастроль князя К.» (22 апреля 1994 — 12 апреля 1997) — по повести Ф. Достоевского «Дядюшкин сон», реж. Анатолий Морозов.
- «Дом, где всё кувырком» (7 октября 1994 — 19 октября 1999) — по пьесе А. Портеса, реж. Владимир Голуб.
- «Разочарованный странник» (14 октября 1994) — по мотивам произведений А. Аверченко, реж. Михаил Апарцев.
- «Тот этот свет» (29 апреля 1995 — 15 апреля 1999) — по пьесе А. Казанцева, реж. Владимир Туманов.
- «А у нас есть тоже патефончик…» (3 мая 1995) — спектакль-концерт по песням Л. Утёсова, реж. Владимир Особик.
- «Театр мадемуазель Клерон» (11 октября 1995—2002) — пьеса Ю. Кима, постановщик Альберт Буров, реж. Владимир Особик.
- «Тайна Миледи» (6 декабря 1995) — пьеса А. Ремеза, постановщик Иван Щёголев, реж. Владимир Особик.
- «Пеппи Длинныйчулок» (с 28 декабря 1995) — по книге Астрид Линдгрен, реж. Ахмат Байрамкулов.
- «Песня о Волге» (26 апреля 1996 — 2 мая 1997) — пьеса и постановка Резо Габриадзе.
- «Butterfly… butterfly» (7 сентября 1996 — 6 мая 1997) — трагикомедия А. Николаи, реж. Роман Виктюк, фактически бенефис народной артистки СССР Валентины Ковель[4].
- «Васса Железнова» (24 января 1997—2002) — сцены в двух действиях Максима Горького, реж. Ахмат Байрамкулов
- «Петрушка» (12 сентября 1997 — 17 января 1999) — драматический балет на музыку Альфреда Шнитке. Автор либретто, художник, реж. — Игорь Ларин.
- «Больные люди с добрыми глазами» (1 ноября 1997 — 29 ноября 1998) — комедия А. Максимова, постановка и сценография Игоря Ларина.
- «Жил-был тролль…» (27 декабря 1997) — по сказкам Андерсена. Инсценировка, постановка и оформление Игоря Ларина.
- «Там живут люди» (18 января 1998 — февраль 2008), реж. — Алексей Янковский
- «Дон Жуан» (10 октября 1998 — апрель 2007), реж. — Анджей Бубень
- «Призраки» (15 января 1999—2002) — по пьесе Г. Ибсена «Привидения», реж. Ахмат Байрамкулов.
- «Рейс» (18 июня 1999 — 23 июня 2000) — по пьесе С. Стратиева «Автобус», реж. Адриан Ростовский.
- «Будьте здоровы!» (14 декабря 1999) — по пьесе Пьера Шено, реж. Юрий Павлов.
- «Безумный день, или Женитьба Фигаро» (31 марта 2000—2008), реж. — Анджей Бубень.
- «Моё загляденье» (6 октября 2000 г. — март 2004 г.) по пьесе Алексея Арбузова. Режиссёр Алексей Серов.
- «Закликухи» (18 ноября 2000—2005) — сценарная разработка и постановка Светланы Свирко.
- «Тётя Мотя» (6 декабря 2000 — май 2002) по пьесе Ольги Никифоровой, реж. Владимир Туманов.
- «Ариадна» (2 октября 2001—2002) по пьесе Марины Цветаевой, реж. С.Свирко.
- «Сила привычки» (6 октября 2001 — 24 июня 2003) по пьесе Т. Бернхарда. Реж. О. Рыбкин.
- «Мастерская глупости» (25 декабря 2001—2005), реж. — Олег Сологубов.
- «Эзоп» (27 декабря 2001 — июль 2002) по пьесе Гильерме Фигейредо, реж. А. Байрамкулов.
- «Банкрот» (16 мая 2002 — май 2005) по пьесе А. Н. Островского. Реж. М. Абрамов.
- «Посетитель» (9 декабря 2003 — апрель 2005) по пьесе Э. Э. Шмитта. Реж. О. Рыбкин.
- «Король Лир» (28 февраля 2004 — май 2007), реж. — Роман Смирнов
- «Аромат уходящего лета» (9 апреля 2004 — апрель 2005) по пьесе Г. Наума. Реж. А. Астраханцев.
- «Кентервиль» (28 октября 2004—2007), реж. Владимир Гурфинкель.
- «Очарованный апрель» (19 ноября 2004 — май 2007), реж. — Владимир Койфман.
- «Мадам де Сад» (1 ноября 2005—2007), реж. — Владимир Койфман.
- «Ночь перед Рождеством» (декабрь 2005 — январь 2021) — автор пьесы и постановка Владимир Койфман.
- «Голый король» (28 апреля 2006 — апрель 2007), реж. — Владимир Туманов

### Современный репертуар
Репертуар театра:
- «Любовь втроём» (с 1989).
- «Приключения кота Леопольда» (с 5 января 1990) — по пьесе А. Хайта, реж. Владимир Глазков.
- «Еврейское сватовство» (с 29 августа 1992), режиссёр-постановщик — Альберт Буров.
- «Таня-Таня» (с 12 апреля 1996) по пьесе О. Мухиной, режиссёр — Владимир Туманов. Спектакль удостоен премии «Золотой софит».
- «А Снеговик ничего не понял…» (с 26 декабря 1996) — новогоднее недоразумение без антракта. Авторы Ю. Солохина, К. Фролов, реж. К. Фролов.
- «Дядя Фёдор, кот и пёс» (c 18 июня 1998) — по сценарию Э. Успенского, реж. Дмитрий Масленников.
- «Последняя жертва» (с 8 июня 2000), по пьесе А. Островского, режиссёр — Модест Абрамов
- «Татуированная роза» (с 25 апреля 2003), режиссёр-постановщик — Роман Смирнов.
- «Приключения Хомы и Суслика» (с 26 декабря 2000), инсценировка и постановка Олега Сологубова.
- «Академия смеха» (с 9 декабря 2001), по пьесе Коки Митани, постановка и сценография Владимира Петрова.
- «Солесомбра» (с 15 февраля 2007), совместно с Русским инженерным театром «АХЕ», режиссёр — Яна Тумина.
- «Я женюсь на Пугачёвой!» (с 3 марта 2007) по пьесам Л. Петрушевской, реж. — Наталья Кромина.
- «Небо падших» (с 27 марта 2007), мистическая мелодрама по мотивам повести Юрия Полякова, режиссёр — Алексей Утеганов.
- «Саранча» (с 26 октября 2007), режиссёр — Анджей Бубень.
- «Русское варенье» (с 29 ноября 2007), режиссёр — Анджей Бубень.
- «Дюймовочка в стране чудес» (с 28 марта 2008), режиссёр — Алексей Утеганов.
- «Сказки женщин (для моей кошки Лизы)» (с 27 марта 2005), режиссёр-постановщик — Владимир Койфман.

## Труппа
- Башлакова Татьяна Геннадьевна
- Бессчастнов Игорь Андреевич
- Бродская, Илона Николаевна
- Бродский Давид Анатольевич
- Воробьёв Дмитрий Владимирович
- Джербинова Юлия Георгиевна
- Дятлов, Евгений Валерьевич
- Евстафьев Дмитрий Дмитриевич
- Живодёрова, Надежда Леонидовна
- Исаев Евгений Сергеевич
- Ицков, Юрий Леонидович
- Калашникова Татьяна Алексеевна
- Конопчук, Павлина Васильевна
- Костомарова Юлия Сергеевна
- Кошелева Инна Валентиновна
- Красикова, Ольга Анатольевна
- Круглова Наталья Владимировна
- Кулакова Надежда Юрьевна
- Кутасова Наталья Ивановна
- Левит Александр Николаевич
- Лобанов Владислав Васильевич
- Лыжина Наталья Евгеньевна
- Лысов Сергей Викторович
- Макеева Любовь Геннадьевна
- Малягина, Татьяна Константиновна
- Мартыненко Елена Михайловна
- Мишина Татьяна Юрьевна
- Мыцык Арсений Александрович
- Николаев Игорь Васильевич
- Николаев Михаил Михайлович
- Рахленко Елена Александровна
- Рябова Екатерина Сергеевна
- Солохина Юлия Александровна
- Фефилова Мария Александровна
- Хасанов Константин Равильевич
- Цыпин, Артём Витальевич
- Чекменева Ульяна Сергеевна
- Чернов, Олег Николаевич
- Шубин Виктор Павлович